# Ján Baloga
Ján Baloga (* 15. srpna 1964) je bývalý slovenský fotbalista.

## Fotbalová kariéra
V československé lize hrál za Tatran Prešov. Nastoupil ve 14 ligových utkáních.

## Ligová bilance
| Ročník                                   | Zápasy | Góly | Minuty | Klub          |
| ---------------------------------------- | ------ | ---- | ------ | ------------- |
| 1. československá fotbalová liga 1986/87 | 1      | 0    | 90     | Tatran Prešov |
| 1. československá fotbalová liga 1987/88 | 13     | 0    | 664    | Tatran Prešov |
| CELKEM                                   | 14     | 0    | 754    |               |